# 17506 Walschap
17506 Walschap è un asteroide della fascia principale. Scoperto nel 1992, presenta un'orbita caratterizzata da un semiasse maggiore pari a 2,3206401 UA e da un'eccentricità di 0,1008876, inclinata di 7,22814° rispetto all'eclittica.